# Vincenzo Camuccini
Vincenzo Camuccini (22 de febrero de 1771 - 2 de septiembre de 1844) fue un pintor italiano de cuadros religiosos y de historias de estilo neoclásico. Fue considerado el primer pintor académico de su época en Roma.

## Biografía
Camuccini nació en Roma y primero le formó su hermano Pietro, un restaurador de cuadros, y Borubelli, un grabador. También recibió formación con Domenico Corvi. Hasta casi los treinta años de edad, se dedicó principalmente a copiar antiguos maestros. Como pintor original, Camuccini pertenece a la escuela neoclásica alimentada en Roma por Anton Rafael Mengs. La primera obra independiente importante de Camuccini, acabada alrededor de 1798, fue un gran lienzo sobre La muerte de César. Esto llevó a la afirmación de que Camuccini podía haber resultado influido por el estilo y los temas romanos clásicos de David; pero es más probable que ambos surgieran del creciente interés neoclásico hacia imágenes de y derivadas de temas grecorromanas.
En 1800, la Santa Sede le encargó una Incredulidad de santo Tomás (copia de mosaico). En 1806, Gaspare Landi recibió un encargo para dos grandes lienzos para la capilla de la Virgen del Rosario en la iglesia de San Juan en Piacenza. Al final, el encargo se dividió con Camuccini quien pintó una Presentación en el Templo. Los lienzos de los dos artistas se acabaron a principios de la primavera de 1806, y fueron expuestos uno junto al otro en el Panteón en la Pascua de aquel año.
Unos pocos años después, fue invitado a Múnich y París, el gobierno de este último había periodo un cuadro sobre la Batalla de Ratisbona, pero pidió y obtuvo otros temas. En París, conoció tanto a Napoleón, David, así como Perodet, Gros, Regnault y M. Gérard.

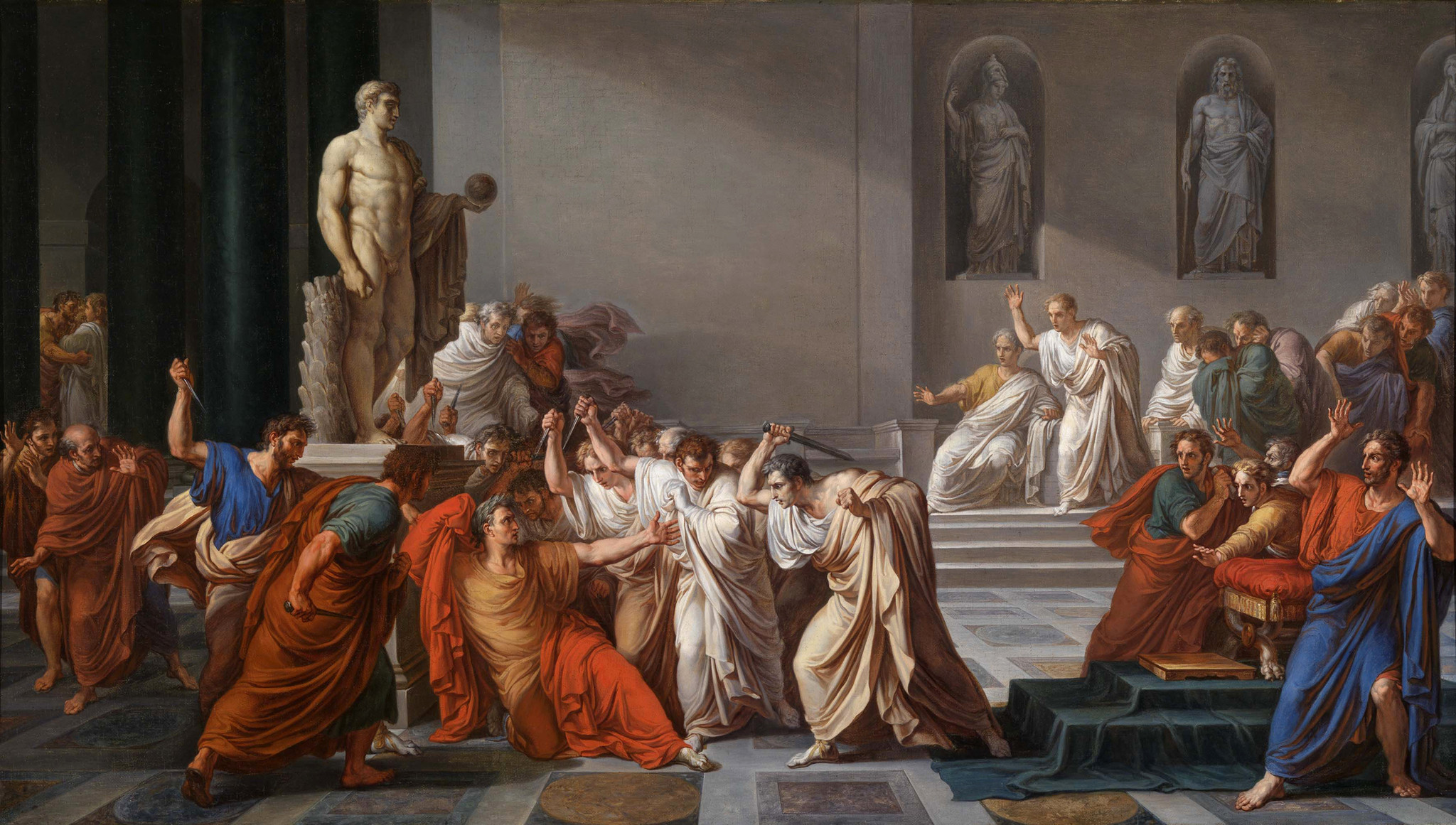
La muerte de César, por Vincenzo Camuccini.

Cuadros de la historia clásica grecorromana son: 
- Horacio Cocles.
- Rómulo y Remo.
- Partida de Régulo hacia Cartago.
- La muerte de Virginia.
- Continencia de Escipión.
- La muerte de César.

También pintó: 
- Incredulidad de santo Tomás reproducido en mosaico en San Pedro de Roma.
- Presentación en el Templo para San Juan en Piacenza.
- La muerte de la Magdalena.
- El enterramiento pintado para Carlos IV de España.
- La aparición de Cristo en el Limbo (1829)
- Conversión de san Pablo (1834) para la basílica de Basílica de San Pablo Extramuros en Roma.

También pintó un Compromiso de Psique y, junto con Landi, pintó, al fresco, el techo del Palacio Torlonia de Roma. 
Como un pintor de retratos logró considerable eminencia; entre lo mejor que produjo están los del papa Pío VII (hoy en la Galería en Viena); el conde de Blacas, embajador de Francia en la Santa Sede; el rey de Nápoles; y la reina de Nápoles; la condesa Sehouvaloff; y la condesa von Dietrichstein (1829). Varias de sus obras fueron grabadas por Bettelini, y algunos fueron litografiadas por Scudellari, y publicadas bajo el título de I Fasti principali della Vita di Gesú Cristo, con texto en italiano y francés en Roma, en 1829. Camuccini fue nombrado inspector general de los Museos del Papa, y de la Fábrica de Mosaicos, y director de la Academia Napolitana de Roma. Fue miembro del Instituto de Francia, durante algunos años presidente de la Academia de San Lucas. El papa Pío VII le dotó del título de barón, consucesión hereditaria, y el emperador Francisco I la orden de la Corona de Hierro. Murió en Roma en 1844. 
Dedicó no pocos de sus recursos en la adquisición de una buena colección de objetos de arte. En 1856, la porción mayor de sus cuadros, hasta un número de setenta, fueron compradas por el duque de Northumberland, quien los llevó al castillo de Alnwick. Consistían principalmente en obras de maestros italianos que vivieron en los siglos XVI y XVII, con algunos ejemplos de una fecha más temprana, y unos pocos más de pintores holandeses y flamencos en el siglo XVII. Adquirió un Rafael conocido como la Virgen de los claveles.
El 9 de septiembre de 1833, excavaciones en el Panteón sacaron a la luz la tumba de Rafael, y Camuccini recibió el encargo de dibujar el descubrimiento arqueológico, que hizo con precisión religiosa, como si se hubiera descubierto un nuevo mártir sagrado, pero esta vez por el arte.